# 伊恩·泰勒 (1954年)
伊恩·泰勒（英語：Ian Taylor，1954年9月24日—），英国前男子曲棍球运动员。他曾代表英国国家队参加1984年和1988年夏季奥林匹克运动会曲棍球比赛，获得一枚金牌和一枚铜牌。